# 焦弘祚
焦弘祚（16世紀—17世紀），字丕顯，號嵩生（崧生），河南河南府登封縣人，明朝政治人物。

## 生平
焦弘祚自幼聰明，讀書很快明白當中意義，萬曆四十年（1612年）的舉人，四十一年（1613年）聯捷癸丑科二甲四十一名進士，刑部觀政，四十四年獲授南京刑部主事。他志向遠大，寫下的詩文自成一家，得同僚傅梅器重。不久焦弘祚去世，留下傅梅作序的《龍篋餘集》流傳。

## 家族
曾祖焦勳，贈奉政大夫南刑部郎中。祖父焦子春，中宪大夫太仆寺少卿。父焦一封，贡士。

## 引用
1. 1 2  乾隆《登封縣志·列士傳·第二十一》：焦宏【弘】祚，《嶽史》（云）字丕顯，登封人，幼穎悟，甫就傳讀書輙取大義；萬歷壬子癸丑聯捷成進士，授刑部主事，齒尚未壯也。生平高望遠志，以千秋大業自期許，所著詩古文卓卓成家，刑臺傅梅深器重焉，所著有《龍篋餘集》傅梅為敘，早卒未見其才，人競惜之。